# محمود دست‌پیش
محمود دست‌پیش (زاده ۱۳۱۳ در باکو – درگذشته ۱۰ مرداد ۱۴۰۰) شاعر ایرانی بود. وی یکی از شاعران آذری‌زبان ایران می‌باشد که علاوه بر تدوین دایرةالمعارف، در حوزه ادبیات آذری و فارسی نیز دارای فعالیت‌های تحقیقی می‌باشد. کتاب از فضولی تا شهریار وی، شرح حال شاعران نامدار ایرانی می‌باشد.

## زندگی
محمود دست‌پیش به سالِ ۱۳۱۳ در باکو متولّد شد. خانواده وی از اهالی اردبیل بودند که در زمان حکومت استالین برای کار به باکو رفته بودند. با روی کار آمدن بلشویک‌ها در شوروی و فشار مبنی بر اخراج مهاجرین ایرانی مبنی بر اینکه یا شناسنامه شوروی را اخذ کرده و در آنجا بمانند یا به ایران بازگردند و شناسنامه ایرانی در ایران دریافت کنند خانواده دست‌پیش هم به مانند دیگر خانواده‌های اردبیلی ساکن در باکو
مانند علی سلیمی نوازنده تار، اسماعیل چشم‌آذر نوازنده کمانچه، لطیف طهماسبی زاده نوازنده قاوال، عادل آخوندزاده آهنگساز و نوازنده تار، سیف‌الله ابراهیم پور رهبر ارکستر ،صفرعلی جاوید رهبر ارکستر و … به زادگاه پدریشان اردبیل بازگشته و در آنجا شناسنامه ایرانی (متولد اردبیل) صادر گردید و در اردبیل بزرگ شد. با بازگشت به اردبیل، در محله حسینیه سر گذر قصبه کلخوران (کهرلان) ساکن شدند. پس از قبولی در آزمون تربیت معلم سال ۱۳۳۴ به شهر گرمی رفت. با تشویق سیدمحی‌الدین ربانی، رئیس فرهنگ گرمی با اجرای نمایش معروف «او اولماسین- بو اولسون» نخستین تئاتر این شهر را روی صحنه برد. در سال ۱۳۳۶ به روستای کلخوران در اردبیل و در سال ۱۳۳۹ به تهران منتقل شد و تا سال ۱۳۵۹ که بازنشسته شد، در همان شهر ماند. وی در ۱۱ مرداد ۱۴۰۰ در ۸۷ سالگی در تهران در گذشت.

## دربارهٔ آثار
آثار منتشر شده وی می‌توان به مجموعه «ائل سوغاتی»، «داغا دونموشم»، «برگردان نمایشنامه مشدی عباد»، «ترکی سوزلوک» و «دیوان اشعار ترکی سلام گتیرمیشم» می‌باشد. شعر معروف «سیزه سلام گتیرمیشم» با آهنگسازی استاد علی سلیمی از مشهورترین سروده‌های وی می‌باشد که شهرتی جهانی دارد و تا کنون در رساناهای ترکیه و آذربایجان بازخوانی شده‌است.
سرود معروف «خلبانان، ملوانان» نیز از دیگر سروده‌های وی است. در سال ۱۳۸۷ در مراسم دیدار سالانه شاعران با علی خامنه ای به قرائت دو شعر ترکی پرداخت که مورد تشویق وی قرار گرفت.